# Шеріл Джонсон
Шеріл Джонсон (англ. Sheryl Johnson, 9 грудня 1957) — американська хокеїстка на траві і баскетболістка.
Бронзова призерка Олімпійських Ігор 1984 року, учасниця 1988 року.